# 西正文
西 正文（にし まさふみ、1960年11月25日 - ）は、兵庫県出身の元アマチュア野球選手（二塁手）。
小柄ながら走攻守に優れた二塁手として活躍し、ソウルとバルセロナの両五輪の野球競技に、日本代表としては唯一連続で参加した。

## 経歴

### 学生時代
浦風小学校で野球を始める。小田南中学校を経て尼崎小田高校に進むが、野球部は強豪ではなく、将来は公務員になる事を考えていたという。設備などの環境は必ずしも充実していなかったが、主体的に考えて練習に取り組む姿勢が身についたと語っている。3年生で迎えた1978年の夏の兵庫大会は4回戦で東洋大姫路と当たり、2-3で惜敗。この試合を観戦していた大阪ガスの関係者に勧められ、8月9日に同社野球部のセレクションを受けて合格した。

### 社会人時代
1979年に大阪ガスに入社したが野球部は復部2年目で、都市対抗野球大会は大阪府予選での敗退が続いた。野球に対する意識の高さなどから社会人野球で通用する実力を身に付け、ロス五輪の日本代表選出では最終選考まで候補として残り、1984年には日本生命の補強選手として初めて第55回都市対抗野球大会に出場した。翌1985年はアジア野球選手権大会で野球日本代表に初めて選ばれ、また日本生命の補強選手として第56回都市対抗野球大会優勝に貢献している。一方、ロス五輪に参加出来なかった悔しさなどから、アマ球界に残ってソウル五輪への出場を目指す事をこの頃に決意した。
1986年は大阪予選を突破してチームが都市対抗に初出場を果たし、本大会でもベスト8進出を果たした。目標だった1988年のソウル五輪では日本代表に選ばれ、主に遊撃手として出場した。予選リーグの対オランダ戦以外は葛城弘樹とともにスタメンの一、二番を形成し、葛城の代打に野村謙二郎が入った時は三塁手の守備も務めている。準決勝の対韓国戦で1打点を挙げるなど銀メダル獲得に貢献したが、決勝のアメリカ戦では最後の打者となっている。
多くの代表選手がプロ入りしたこともあってさらにバルセロナ五輪も目指し、1991年9月に31歳の最年長選手として自身初のアジア予選に参加。オーストラリアには負けたが、最終戦となった対台湾戦で延長10回にサヨナラヒットを放ち五輪出場を決めている。
バルセロナの本大会では二塁や遊撃の守備につき、打順は二番ないし六番だった。全9試合中6試合に出場し、19打数10安打でチームトップとなる打率.526を記録した。準決勝の対台湾戦では、敗れはしたものの郭李建夫から3打数3安打で1打点を挙げ、3位決定戦の対アメリカ戦では指名打者として途中出場して2打数2安打と、同大会での銅メダル獲得に繋がる活躍を見せた。ソウル・バルセロナの両五輪に出場した野球選手は西のみであり、1992年には社会人ベストナイン特別表彰を受けている。翌1993年には都市対抗10年連続出場を果たし、同年限りで現役を引退して大阪ガスのコーチとなった。

### 現役引退後
1995年に4年ぶりに都市対抗出場を逃すと、同年で野球部を退部。1999年からは日本野球連盟の競技力向上委員を務めている。
2004年3月に大阪ガスを退社し、同年のハーレム大会には日本代表の守備走塁コーチとして参加した。2007年には第7回AAAアジア野球選手権大会の日本代表監督を務めている。
その後大阪府の専門学校チームである履正社学園の監督を3年間務めた後、2012年に設立された永和商事ウイングに招聘されてコーチを務め、2015年からは同チームの監督兼コーディネーターに就任した。2020年限りで永和商事ウイングが無期限休部となったため退任。
2021年4月からびわこ成蹊スポーツ大学硬式野球部のコーチに就任した。

## 主な記録・表彰
- 社会人ベストナイン特別表彰：1回 （1992年）
- 都市対抗野球大会10年連続出場表彰（1993年）